# Powiatul Chrzanów

Harta județului Chrzanów

Județul Chrzanów (în poloneză Powiat chrzanowski) este o unitate teritorial-administrativă și administrație locală (powiat) în voievodatul Polonia Mică, sudul Poloniei.
Județul a fost înființat în data de 1 ianuarie 1999 ca rezultat al reformelor poloneze locale adoptate în anul 1998. Sediul administrativ al județului și cel mai mare oraș este Chrzanów care este la 40 km vest de capitala regională Cracovia. În județ mai există trei orașe: 
- Trzebinia la 8 km spre nord de Chrzanów
- Libiąż la 8 km spre sud-vest de Chrzanów
- Alwernia la 12 km spre sud-est de  Chrzanów.

Județul are o suprafață de 371,49 km pătrați. În anul 2006, populația totală era de 128.103 persoane, din care populația Chrzanówului era de 39.797, a orașului Trzebinia de 18.769,  a Libiąż-ului de 17.604, iar în Alwernia populația era de 3.406 persoane. Populația rurală  a județului era de 48.527.

## Diviziunie administrative
Județul este împărțit în cinci comune (gmina), patru urban-rurale și una rurală.  Acestea sunt prezentate în tabelul de mai jos, în ordinea descrescătoare a populației.
| Comună           | Tip          | Suprafață (km²) | Populație (2006) | Sediu     |
| Comuna Chrzanów  | urban-rurală | 79.3            | 49,752           | Chrzanów  |
| Comuna Trzebinia | urban-rurală | 105.2           | 33,959           | Trzebinia |
| Comuna Libiąż    | urban-rurală | 57.2            | 22,900           | Libiąż    |
| Comuna Alwernia  | urban-rurală | 75.3            | 12,689           | Alwernia  |
| Comuna Babice    | rurală       | 54.5            | 8,803            | Babice    |